# Xantho poressa
Xantho poressa е вид соленоводно десетоного от семейство Xanthidae. Видът е един от четирите в род Xantho.

## Разпространение и местообитание
Разпространен е в плитките води на Черно море, Средиземно море и в Атлантическия океан в района около Канарските острови). Макар и рядък вид се среща и по Българското Черноморие.

## Описание
Xantho poressa се храни с органични частици и малки дънни безгръбначни. В сравнение с родствени видове плодовитостта му е неголяма. Женската отлага около 800 – 1400 яйца, които износва закрепени за корема и. Личинката е планктонна и преминава през 4 стадия на развитие. Младите индивиди обитават дъно обрасло обикновено с водорасли от род Posidonia. След като отраснат мигрират към места със скалисто дъно.